# 橙卡

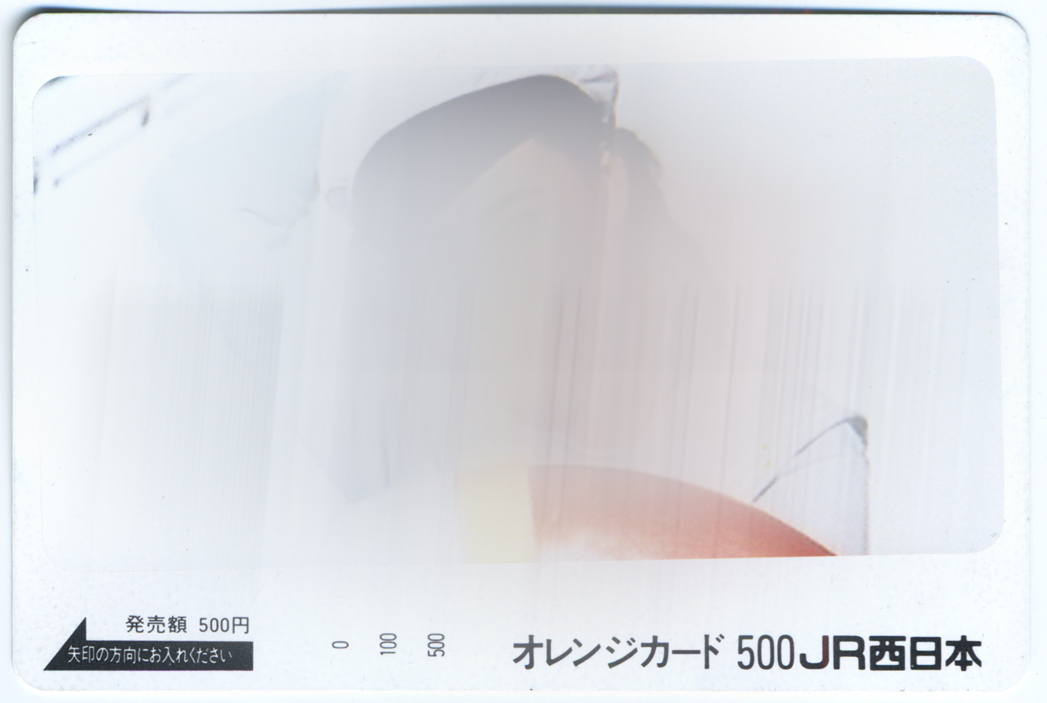
JR西日本發售的500日圓面額橙卡（卡面圖案已模糊化處理）

橙卡（日语： Orenji-kādo），是日本國有鐵道（國鐵）與分割民營化之後的JR曾經發行的磁条儲值卡。可供搭車乘客在所屬車站的自動售票機購買車票，省去使用紙鈔、硬幣之不便。

## 概要
橙卡在國鐵、JR各車站的綠色窗口及售卡機販售，一部份百貨公司也有代售，有些班次特急列車的車掌亦少量販售。卡片面額有10,000、5,000、3,000、1,000及500圓五種，其中5,000的可用金額為5,300日圓、10,000的可用金額為10,700日圓。另外在2003年11月之前，一次購買1,000圓50枚或3,000圓50枚以上，會加贈1枚。500圓面額為訂製卡專用，僅售予訂製客戶。
此卡可在國鐵、JR各車站的自動售票機使用，購買各種車票。一些旅客量多的站設有自助補票機（自動精算機），也可使用橙卡補足車資。另外，在有站員值班的驗票口，也可持此卡由站員操作窗口補票機補票。但是橙卡不能直接投入驗票閘門支付車資，也不能重複儲值。
與郵票、電話卡和其他卡片一樣，橙卡也成為收藏家的收藏品之一。

## 歷史
國鐵從1971年（昭和46年）即開始儲值卡的研發，但因為旅客販賣綜合系統（MARS, Multi Access seat Reservation System）的同時開發，以及國鐵經營困難等因素，而數度中斷。直到1984年（昭和59年）才與JNR卡（國鐵與銀行合作發行的信用卡）同時開發。開發計劃的領導者是時任國鐵常務理事的須田寛。
1985年（昭和60年）3月25日，橙卡開始在關東地方的主要車站發售，之後擴展到全國。1987年（昭和62年）4月1日，國鐵分割民營化，六家旅客鐵道公司繼續發售橙卡。
1990年代起，6家JR公司陸續發行僅限自身營業區域使用的磁條儲值卡，由於可直接投入驗票閘門內扣款，使用上較橙卡便利。且同一時期與電話卡及高速公路卡一樣遭到犯罪集團偽造，因此一萬及五千日圓的高面額橙卡於1997年（平成9年）3月起停售，並在1998年1月起無法使用，需向綠色窗口更換為其他面額橙卡，而降低了使用便利性。橙卡的發行量開始走下坡，JR東日本於1991年度的橙卡銷售額為327億日圓，但到2006年僅剩下13億日元。
2000年代起，比傳統磁卡便利的非接觸式IC交通票證興起，JR東日本於2001年（平成13年）11月18日開始發售Suica，其他公司也開始發行各自的IC交通票證，且逐步開始互相通用，用途也從支付交通車資擴大到便利商店等商家的小額支付，進一步壓縮了橙卡的生存空間，最後於2013年3月31日起全面終止發售。雖然停售後仍可使用，但隨著車站的自動售票機汰舊換新，能使用橙卡的售票機已逐年減少。

## 訂製卡
與電話卡一樣，國鐵及JR也接受客戶自行提供卡面圖案及文字製作訂製卡，這樣的卡稱為「原創橙卡」（オリジナルオレンジカード），訂製卡通常是1,000或500圓的小額卡，大多被客戶當成禮品贈送，或做為廣告文宣用，主要有兩種訂製方式：
- 卡面設計完全由客戶自行設計提供。
- 讓客戶從既有的樣板中挑選，再加入自定的文字及照片，文字大小可自選。

在1997年時，於松本、秋田及東京等車站曾設有類似大頭貼的自助式橙卡製卡機，但因成本過高而未能擴大裝設。JR東日本於2012年1月20日起停止受理卡片訂製，其他JR公司也從2013年1月18日起終止受理。